# Алеш Краньц
Алеш Краньц (словен. Aleš Kranjc; народився 29 липня 1981 у м. Єсениці, Югославія) — словенський хокеїст, захисник. Виступає за ХК «Чеське Будейовіце» у Чеській Екстралізі.
Вихованець хокейної школи ХК «Єсеніце», який став першим клубом у його дорослій кар'єрі. Також виступав за «Відень Кепіталс», «Альба Волан» (Секешфехервар).
У складі національної збірної Словенії учасник чемпіонатів світу 2000 (група B), 2003, 2004 (дивізіон I), 2006, 2008, 2010 (дивізіон I) і 2011. У складі молодіжної збірної Словенії учасник чемпіонатів світу 1999 (група C), 2000 (група C) і 2001 (дивізіон II). У складі юніорської збірної Словенії учасник чемпіонатів Європи 1998 (група C) і 1999 (дивізіон I).
Досягнення
- Чемпіон Словенії (2005, 2006, 2008).